# Raili Pietilä

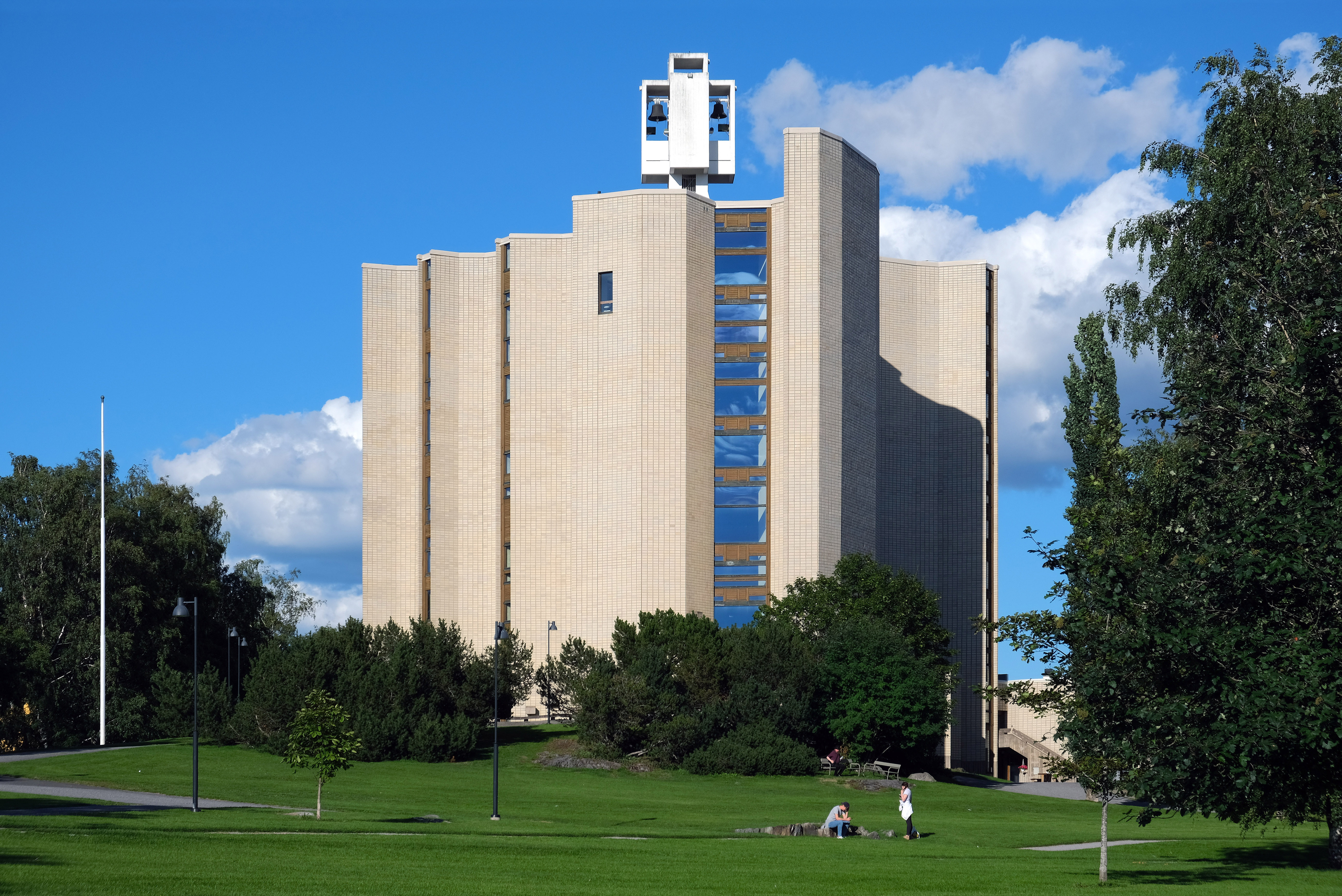
Raili y Reima Pietilä, Iglesia de Kaleva

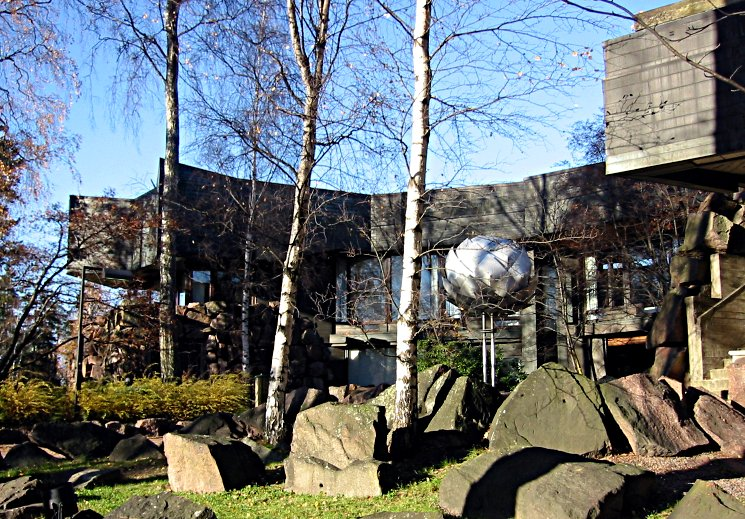
Raili y Reima Pietilä, Centro Dipoli

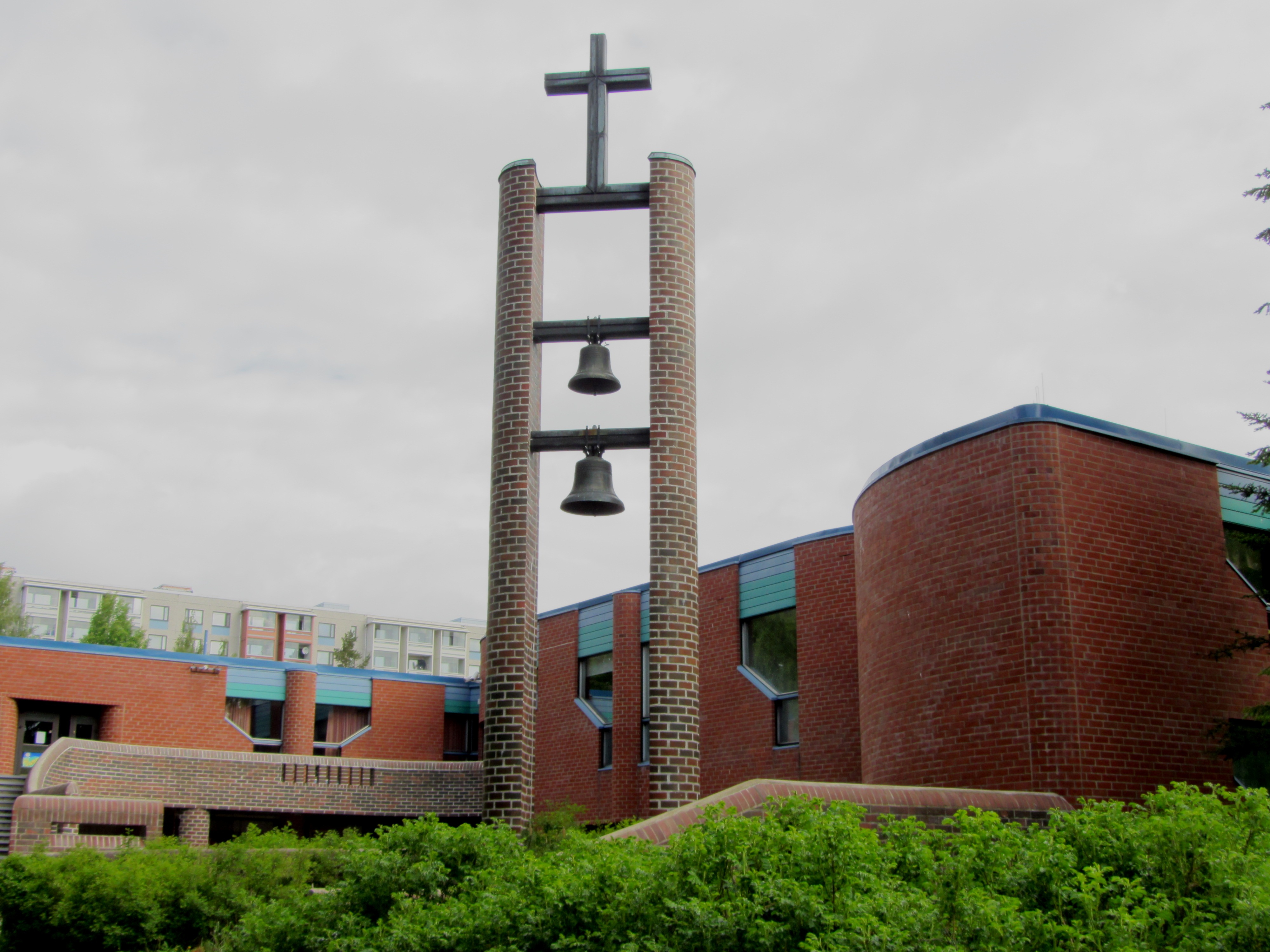
Raili y Reima Pietilä, Iglesia de Hervanta

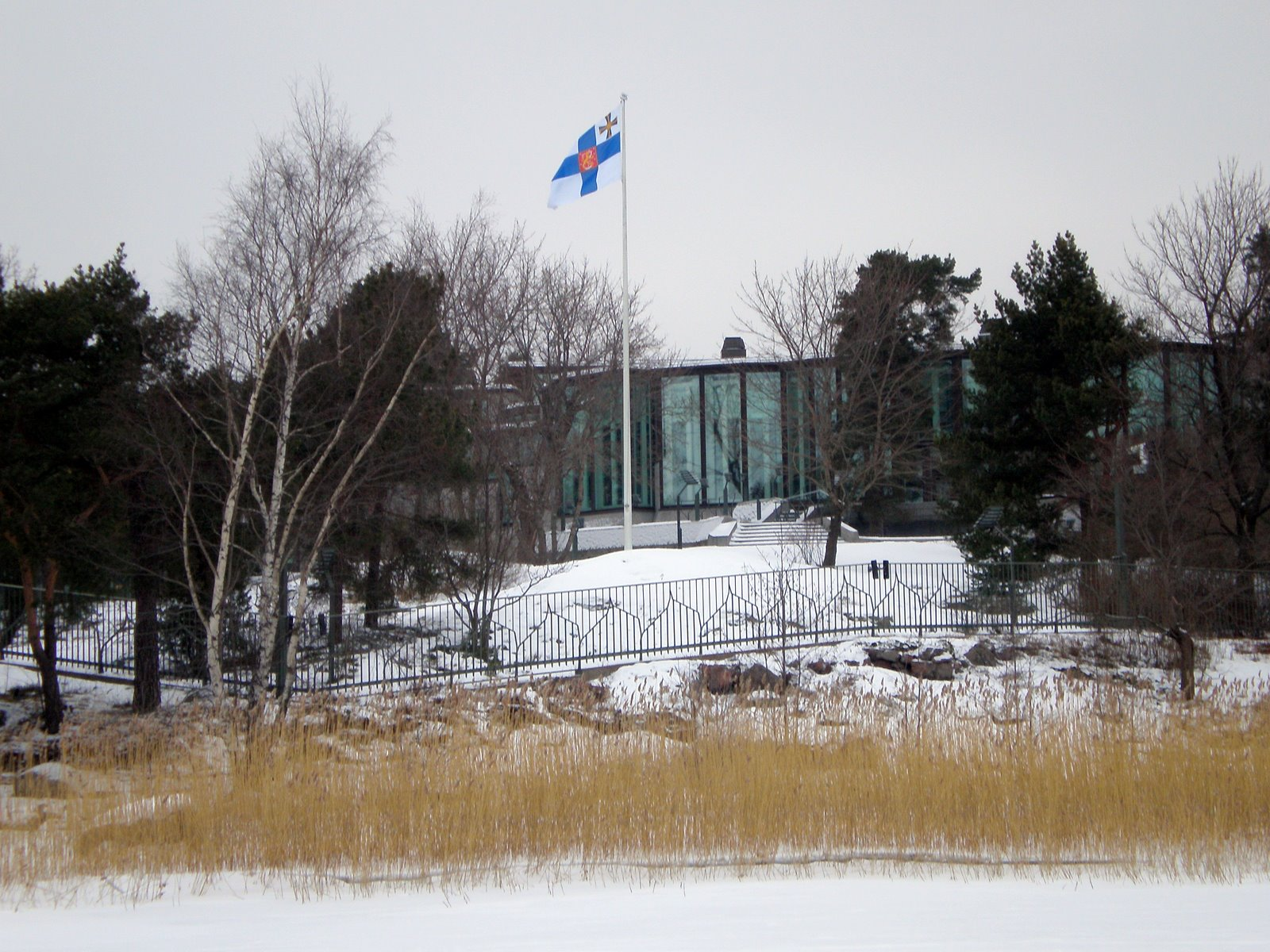
Raili y Reima Pietilä, residencia presidencial de Finlandia

Raili Inkeri Marjatta Paatelainen (Pieksämäki, Finlandia, 15 de agosto de 1926-16 de mayo de 2021) fue una arquitecta finlandesa. Junto a su esposo Reima Pietilä creó una obra arquitectónica ampliamente estudiada y calificada a menudo como orgánica, moderna, intelectual, y en algunos aspectos crítica de los principios habituales de la arquitectura finlandesa que propició el maestro de ese país Alvar Aalto (1898-1977), con quien también trabajaron.

## Trayectoria
Su vida y su carrera están ligadas a la trayectoria de quien fue su esposo y socio, el finlandés Reima Pietilä (Turku, 1923-1993). Con él comenzó su carrera y con él la terminó, ya que decidió abandonar la arquitectura cuando Reima falleció.
Ella se graduó en 1956 de la Universidad Politécnica de Helsinki, trabajó con Alvar Aalto entre 1956-57, y comenzó a trabajar con Pietilä a principios de la década del 60. En 1963 se casaron y al poco tiempo el estudio pasó a llamarse Raili y Reima Pietilä Arquitectos, algo no muy usual en la profesión donde el nombre de la mujer suele quedar oculta bajo la marca del estudio. A pesar del espíritu solidario y las demostraciones de igualdad del matrimonio frente a la profesión, es muy frecuente encontrar solo a Reima Pietilä como referencia de las obras del estudio.
El crítico e historiador Christian Norberg-Schulz fue uno de los que más se ocupó de poner en relieve la importancia de la obra de estos arquitectos. En su libro, Arquitectura Occidental (Gustavo Gili, 1983), material de referencia para los estudiantes, toma como ejemplo del Pluralismo posterior al Movimiento Moderno al auditorio de Dipoli, a una de las obras más importante de los Pietilä, pero omite a Raili Pietilä como autora de la obra, y solo nombra a Reima.
La posición pública de Pietilä, fue un factor para que el trabajo del estudio fuera identificado a menudo con él, mientras que la contribución de Raili Pietilä solía pasar desapercibida a pesar de que su esposo se ocupaba de recordar una y otra vez el papel fundamental de su mujer en la obra de ambos.
Más allá de estas desigualdades, Raili y Reimi Peitilä conformaban un dúo que unió sus potencialidades en pos de una creatividad diferente. Reima fue lingüista y filósofo antes que arquitecto por lo que las palabras eran su obsesión. En su método de trabajo con Raili siempre estaban presentes. Ella decía que no dibujaban los proyectos, los discutían hablando, no con líneas. La preocupación del matrimonio de arquitectos estaba fundada en la adaptación de sus edificios al lugar y de un profundo interés por la filosofía e inquietud por la identidad nacional finlandesa.
Para dar con una solución a un problema de diseño, experimentaban realizando innumerables bocetos, renovando sin cesar su lenguaje arquitectónico individualista.
Entre las principales obras de Reima y Raili Pietilä figura el edificio Dipoli de la Student Union (1966), en la Universidad Tecnológica de Helsinski, que Norberg -Schulz describe como “el mejor ejemplo del vivo interés por los problemas de identidad y la caracterización espacial de la arquitectura”. Es un testimonio de la preocupación de estos arquitectos por la adaptación de sus edificios al lugar donde se asientan, su interpretación filosófica y fenomenología del espacio, y su inquietud por la identidad nacional finlandesa. En otros proyectos, llegaron incluso a intentar obtener formas arquitectónicas a partir del lenguaje de su país.
Además del Centro Dipoli de Raili y Reima Pietilä se encuentra la capilla luterana diseñada por Heikki y Kaija Siren y el edificio principal y el pabellón de deportes realizados por Elissa y Alvar Aalto. Es decir que en el proyecto del conjunto, convergen tres excepcionales arquitectas del momento.
En los primeros años de la década de 1970, Raili Pietilä fue nombrada profesora de Arquitectura en la Universidad de Oulu. Sus jornadas laborales se repartían entre las clases y el diseño de los edificios gubernamentales en Kuwait, hasta que a principios de la década de 1980 los Pietilä recibieron de nuevo varios importantes encargos de diseño en Finlandia.
Entre sus últimos trabajos, se encuentra la residencia del presidente de Finlandia en Helsinki. La concluyeron en 1993, año en que murió Reima. Asentada en el terreno, con la solidez de sus muros de piedra, y abierta hacia el cielo, con las cubiertas como ramas, la residencia es un edificio artístico.
Reima Pietilä murió en 1993. En 2002, Raili Pietilä y la hija de ambos, la arquitecta Annukka Pietilä, donaron el archivo del estudio, con cerca de 30.000 dibujos y material diverso, al Museo de Arquitectura Finlandesa.

## Obras destacadas
- Iglesia de Kaleva, Tampere, 1966, Reima Pietilä y Raili Paatelainen
- Centro de Congresos Dipoli, Otaniemi, Espoo, 1966, Reima Pietilä & Raili Paatelainen
- Área de vivienda de Suvikummi, Tapiola ,Espoo, 1969, Reima & Raili Pietilä
- Parroquia y centro de ocio Hervanta y centro de negocios Hervanta, Tampere, 1979, Reima & Raili Pietilä
- Daycare Magic Cup, Pori, 1984, Reima & Raili Pietilä
- Embajada de Finlandia en India, Delhi, 1985, Reima & Raili Pietilä
- La Biblioteca Municipal de la Ciudad de Tampere Metso, 1986, Reima & Raili Pietilä
- Centro de operaciones de Hervanta, Tampere, 1989, Reima & Raili Pietilä
- Mäntyniemi, residencia del Presidente de Finlandia, 1993, Reima & Raili Pietilä

## Reconocimientos
Entre los galardones obtenidos están el de Caballero de Primera Clase de la Orden de la Rosa Blanca de Finlandia (1976), el Premio de Arquitectura de Chicago AIA (1991). Fue Doctora honoraria del Instituto Tecnológico de Helsinki (1992) y miembro honorario de Instituto Norteamericano de Arquitectos (1996). Fue miembro honorario de Architecta (Arquitectas Finlandesas) desde 2001 y miembro honorario de la Asociación Finlandesa de Arquitectos SAFA, desde 2002.
Una gran exhibición del trabajo de Reima y Raili Pietilä fue presentada en el 2008, en el Museum of Finnish Architecture en Helsinki, titulado Raili y Reima Pietilä, Desafiando la Arquitectura Moderna.